# 蒙蒂约
蒙蒂约（法語：Monthieux，法語發音：[mɔ̃tjø]）是法国东部安省的一个市镇，属于布雷斯地区布尔格区。

## 地理
蒙蒂约（45°57'26"N, 4°56'25"E）面积10.75 平方千米，位于法国奥弗涅-罗讷-阿尔卑斯大区安省，该省份为法国东部省份，北起汝拉省，西北接索恩-卢瓦尔省，西接罗讷省和里昂大都会，南至伊泽尔省，东与萨瓦省、上萨瓦省和瑞士接壤。
与蒙蒂约接壤的市镇（或旧市镇、城区）包括：栋布地区昂贝略、锡夫里约、拉佩鲁斯、圣安德烈德科尔西、圣让德蒂里尼厄、圣马塞尔。

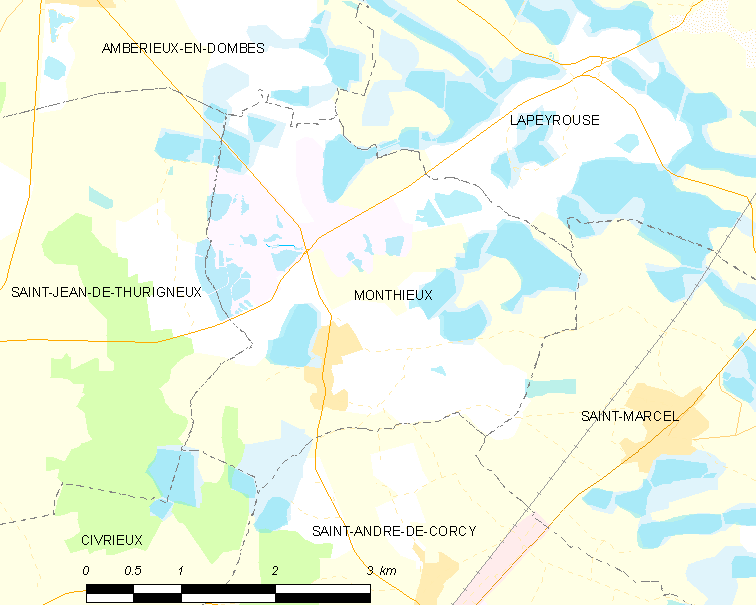
蒙蒂约的OSM定位图

蒙蒂约的时区为UTC+01:00、UTC+02:00（夏令时）。

## 行政
蒙蒂约的邮政编码为01390，INSEE市镇编码为01261。

## 政治
蒙蒂约所属的省级选区为维拉尔莱栋布县。

## 人口

1962-2008年间蒙蒂约人口变化图示

蒙蒂约于2022年1月1日时的人口数量为673人。